# Геймбург, Грегор
Грегор Геймбург (нем. Gregor Heimburg) (1400—1472) — немецкий гуманист, юрист.

## Биография
Секретарь Энея Сильвия (впоследствии папы Пия II) на Базельском соборе, но вследствие оппозиции папским мероприятиям оставил эту должность.
В Мантуе, в качестве посла герцога австрийского Зигмунда, вступил в спор с папой Пием II, который наложил на него отлучение. Нашёл себе защиту сначала у Георгия Подибрада, потом при дворе саксонского курфюрста, который выхлопотал ему у преемника Пия II, папы Сикста IV, отпущение.

## Оценка деятельности
Собрание его сочинений было издано под заглавием «Scripta nervosa juris justitiaeque plena» (Frankfurt-am-Main, 1608).
Как деятель по распространению классического образования, занимает почетное место среди немецких гуманистов.